# Río de Riudevitlles
Río de Riudevitlles är ett vattendrag i Spanien.   Det ligger i provinsen Província de Barcelona och regionen Katalonien, i den östra delen av landet, 500 km öster om huvudstaden Madrid.